# Jungermannia indrodayana
Jungermannia indrodayana là một loài Rêu trong họ Jungermanniaceae. Loài này được S.K. Singh & D.K. Singh mô tả khoa học đầu tiên năm 2007.